# Smilkov
Smilkov település Csehországban, a Benešovi járásban. Smilkov Červený Újezd, Heřmaničky, Neustupov, Miličín, Ješetice és Votice településekkel határos. Lakosainak száma 260 fő (2024. január 1.).

## Népesség
A település lakosságának változását az alábbi diagram mutatja:
| Lakosok száma | 796  | 719  | 649  | 518  | 461  | 271  | 272  | 271  | 256  | 260  |
|               | 1869 | 1890 | 1921 | 1950 | 1980 | 2001 | 2017 | 2019 | 2022 | 2024 |